# NGC 6088B
NGC 6088B is een elliptisch sterrenstelsel in het sterrenbeeld Draak. Het hemelobject werd op 24 april 1789 ontdekt door de Duits-Britse astronoom William Herschel.

## Synoniemen
- MCG 10-23-30
- ZWG 298.13
- KCPG 485A
- PGC 57384